# Ал-Маун
Сура Ал-Маун (Арабски: سورة الماعون), „Услугите“, е 107-а сура от Корана и се състои от 7 аята. Тази сура е низпослана в момент, в който различни фракции заговорничели срещу Исляма, а сурата дава критерий за разграничаване на заговорниците от истинските мюсюлмани.

## Текст
Оригинален текст, транскрипция и превод:

بِسْمِ اللهِ الرَّحْمنِ الرَّحِيمِِ

107:1 أَرَأَيْتَ الَّذِي يُكَذِّبُ بِالدِّينِ

107:2 فَذَلِكَ الَّذِي يَدُعُّ الْيَتِيمَ

107:3 وَلا يَحُضُّ عَلَى طَعَامِ الْمِسْكِي

107:4 فَوَيْلٌ لِلْمُصَلِّينَ

107:5 الَّذِينَ هُمْ عَنْ صَلاتِهِمْ سَاهُونَ

107:6 الَّذِينَ هُمْ يُرَاءُونَ

107:7 وَيَمْنَعُونَ الْمَاعُونَ